# Чемпионат России по мини-футболу
Чемпионат России по мини-футболу (с сезона 2024-2025 официальное название «БЕТСИТИ Чемпионат России по футзалу среди мужских команд («БЕТСИТИ Суперлига»)») — соревнование среди российских мини-футбольных клубов, проводящееся под эгидой Российского футбольного союза (РФС). Его высшим дивизионом является Суперлига, образованная в 2001 году на базе Высшей лиги (ныне Высшей лигой называется следующий по уровню дивизион).
В 1991 году был разыгран чемпионат СССР. В 1992 году — чемпионат СНГ. Первый розыгрыш чемпионата России состоялся в сезоне 1992/93. Наибольшее число титулов на счету подмосковного «Динамо» (11) и столичной «Дины» (10, если учитывать чемпионат СНГ, в котором победу одержала «Дина»).
Получив согласие FIFA, Ассоциация мини-футбола России в качестве эксперимента увеличила продолжительность мини-футбольных матчей российского первенства. С сезона 2009/10 по сезон 2022/23 их продолжительность составляла 50 минут чистого времени (во всём остальном мире — 40). Начиная с сезона 2023/24, матчи вновь длятся 40 минут чистого времени.

## История
Хотя отдельные соревнования по мини-футболу проводились в Советском Союзе ещё в конце 1950-х годов, история российского современного мини-футбола отсчитывается с конца 1980-х годов, когда газета «Комсомольская правда» организовала всесоюзные соревнования под названием «Честь марки» среди производственных коллективов, а Федерация футбола СССР — всероссийские соревнования среди юношей. В 1990 году в структуру Федерации футбола СССР был добавлен комитет по мини-футболу.
Создание в 1991 году всесоюзного (а в 1992 — всероссийского) чемпионата положило начало быстрому развитию мини-футбола в России. В первом и единственном чемпионате СССР, прошедшем в 1991 году, победил московский «КСМ-24». Со второго, который носил статус чемпионата СНГ, настал черёд знаменитой столичной «Дины». Её игроки девять раз подряд становились чемпионами России. В 2001 году чемпионом стал московский «Спартак», через год первое место занял «Норильский никель». В сезоне 2002/03 начало серии своих чемпионств положил московский клуб «Динамо», и лишь в сезоне 2008/09 гегемония динамовцев была прервана усилиями игроков «екатеринбургского клуба ВИЗ-Синара». В сезоне 2009/10 екатеринбуржцы сумели повторить свой успех и стали двукратными чемпионами России.
В сезоне 2010/11 был возвращён плей-офф, практиковавшийся девятью годами ранее. По его итогам чемпионом стало «Динамо», обыгравшее в финале екатеринбургский клуб «ВИЗ-Синара» и выигравшее уже седьмой титул в своей истории.

## Формат турнира

### Исторические форматы
До образования Суперлиги высшим мини-футбольным дивизионом страны являлась Высшая лига. Каждый её тур представлял собой несколько независимых мини-турниров, проводимых на площадках нескольких команд, являвшихся хозяевами тура. Подобная система позволяла клубам уменьшить количество переездов. Она и ныне применяется в Высшей лиге, являющейся с 2003 года вторым по значимости дивизионом в структуре российского мини-футбола. В сезонах 2001/2002 и 2002/2003 для определения чемпиона страны добавлялся раунд плей-офф.
Система подобных мини-турниров приводила к большим интервалам между домашними играми клубов, поэтому в основе Суперлиги, основанной в 2003 году, лежала система «каждый с каждым» — по два матча «дома» (на своей площадке) и «на выезде» (на площадке команды-соперницы). Данные два матча проводились с интервалом в один день.
С сезона 2009/2010 «сдвоенные» матчи отменены, и команды проводили с каждым соперником по одному матчу «дома» и «на выезде». Календарь каждого круга был построен таким образом, что наиболее сильные по итогам предыдущего чемпионата соперники встречались между собой в его конце.

### Текущий формат
С сезона 2013/2014 регулярный чемпионат стал включать в себя 22 тура, из которых 11 туров играются сдвоенные игры, а оставшиеся 11 туров по одиночной игре. В сезоне 2014/15 туры со сдвоенными и одиночными встречами чередовались. С сезона 2018/19 играются сдвоенные матчи дома и на выезде.
За победу в матче начисляется три очка, за ничью — одно очко, за поражение — ноль очков. В случае равенства очков у двух и более команд места команд определяются последовательно по следующим критериям:
- по наибольшему числу побед во всех матчах;
- по результатам игр между собой (число очков, число побед, разность забитых и пропущенных мячей, число забитых мячей, число мячей, забитых на чужом поле);
- по лучшей разности забитых и пропущенных мячей во всех матчах;
- по наибольшему числу забитых мячей во всех матчах.

С сезона 2010/11 повторно введена стадия плей-офф, в которой примут участие лучшие 8 команд по итогам регулярного первенства. Игры на каждой стадии проходят до трёх побед одной из команд. Команда, занявшая по итогам регулярного первенства более высокое место, проводит у себя первые два матча серии и решающий пятый матч, в случае если он будет необходим.

#### Схема проведения плей-офф
Пары в 1/4 финала определяются аналогично старой схеме. В одном из двух полуфиналов встречаются те команды, которые заняли наивысшее и наинизшее места по итогам регулярного чемпионата среди всех клубов, пробившихся в 1/2 финала (преимущество площадки у команды, которая заняла более высокое место); в другом полуфинале играют две другие команды. Победители полуфиналов разыгрывают золотые медали, проигравшие в полуфиналах команды — бронзовые.

## Легионеры

Сборная бразильских легионеров российского чемпионата на Кубке Финпромко-2009

Легионеры играют важную роль в составах большинства клубов Суперлиги. Наиболее востребованы бразильцы — по итогам сезона 2009/10 в десятку лучших бомбардиров чемпионата попало шесть южноамериканцев. Многократными чемпионами России в составе московского «Динамо» стали Тату и Жоан, а уроженцы Сан-Паулу Пеле Джуниор, Пула и Сирило после нескольких лет игры в составе динамовцев приняли российское гражданство и начали выступления за сборную России. Лучшими бомбардирами «Газпром-Югры» в последние годы являются Эдер Лима и Робиньо, а у «Норильского никеля» — Вандер Кариока. Также бразильцы играли в московском ЦСКА, «Тюмени» и новосибирском «Сибиряке». В 2008 году для участия в Кубке Финпромко вместо не сумевшей приехать сборной Бразилии по мини-футболу была сформирована сборная бразильских легионеров российского чемпионата. В полуфинале российские бразильцы благодаря голу Афранио сумели обыграть сборную Хорватии, а в финале они уступили сборной России.
Также в российском чемпионате играет несколько представителей стран СНГ. В частности, Алексей Попов, Сергей Коридзе и Сергей Сытин становились призёрами чемпионата Европы в составе сборной Украины по мини-футболу.
Согласно регламенту Суперлиги, на матч может быть заявлено не более 3 легионеров. Впрочем, спортсмены-граждане стран ЕвразЭС не являются легионерами, и их можно заявлять на матчи без ограничений. Некоторые игроки бразильского происхождения ради обхода этого ограничения принимают гражданство этих стран, например, Жуау Гилерме (Газпром-Югра) и Родригиньо (Норильский Никель), играющие за сборную Армении. Яркие представители сборной Беларуси в Суперлиге - Сергей Крыкун (КПРФ) и Дмитрий Шведко (Газпром-Югра).

## Уровень чемпионата
Официальных мини-футбольных рейтингов стран, подобных футбольной таблице коэффициентов УЕФА, не существует, однако можно сравнить европейские чемпионаты по результатам их клубов в Кубке УЕФА по мини-футболу за последние пять лет.
| Место | Чемпионат                    | Побед | Финалов | 3-х мест | 4-х мест |
| ----- | ---------------------------- | ----- | ------- | -------- | -------- |
| 1     | Первый дивизион (Испания)    | 3     | 2       | 1        | 0        |
| 2     | Суперлига (Россия)           | 1     | 1       | 0        | 2        |
| 3     | Чемпионат (Казахстан)        | 1     | 0       | 1        | 1        |
| 4     | Первый дивизион (Португалия) | 0     | 2       | 2        | 0        |
| 5     | Первая лига (Азербайджан)    | 0     | 0       | 1        | 0        |
| 6     | Серия A5 (Италия)            | 0     | 0       | 0        | 1        |
| 7     | Немзети Байносак 1 (Венгрия) | 0     | 0       | 0        | 1        |

## Участники Суперлиги

### Сезон 2024/2025
| Клуб              | Город                 | Площадка                       | Место 2024/2025                          | Веб-сайт                          |
| ----------------- | --------------------- | ------------------------------ | ---------------------------------------- | --------------------------------- |
| КПРФ              | Москва                | СК «Юность», Климовск          | 3 (регулярный чемпионат: 3)              | http://mfc-kprf.ru                |
| Норильский никель | Норильск              | ФОК «Айка»                     | 5 (регулярный чемпионат: 4)              | https://vk.com/mfcnornik_official |
| Синара            | Екатеринбург          | Дворец игровых видов спорта    | 6 (регулярный чемпионат: 6)              | http://mfkviz.ru                  |
| Газпром-Югра      | Югорск                | ДС «Юбилейный»                 | 2 (регулярный чемпионат: 2)              | http://mfkgazprom-ugra.ru         |
| Ухта              | Ухта                  | УСК «Ухта»                     | 1 (регулярный чемпионат: 1)              | https://mfcukhta.ru/              |
| Торпедо           | Нижегородская область | ФОК «Мещерский»                | 7 (регулярный чемпионат: 7)              | https://mfc-torpedo-nn.ru/        |
| Тюмень            | Тюмень                | СК «Центральный»               | 4 (регулярный чемпионат: 5)              | http://mfktyumen.ru               |
| Новая генерация   | Сыктывкар             | СК «Орбита»                    | 10                                       | http://новаягенерация11.рф        |
| Кристалл          | Санкт-Петербург       | Nova Arena (универсальный зал) | 8 (регулярный чемпионат: 8)              | https://fc-kristall.ru/           |
| Сибиряк           | Новосибирск           | Центр мини-футбола «Сибиряк»   | 12                                       | https://pmfk-sibiryak.ru/         |
| ЛКС               | Липецк                | СК «Атлант»                    | 9                                        | https://mfk.lks48.com/            |
| ИрАЭРО            | Иркутск               | ДС «Труд»                      | 11                                       | https://fciraero.ru               |
| Факел             | Сургут                | СОК «Энергетик»                | — (в сезоне 2024/25 играл в Высшей Лиге) | https://vk.com/mfk_fakel_gts      |

### Бывшие команды Суперлиги
В список включены команды, игравшие в высшем дивизионе чемпионата России по мини-футболу после основания Суперлиги.
| Клуб              | Город                  | Площадка                  | Последний сезон | Примечание                                        | Ныне |
| ----------------- | ---------------------- | ------------------------- | --------------- | ------------------------------------------------- | --- |
| Сиб-Транзит       | Новокузнецк            | ГЦС «Кузбасс» (Кемерово)  | 2023/24         | Снялся с чемпионата по решению руководства клуба  | Выступает в Высшей лиге.                                                                                          |
| Динамо Самара     | Самара                 | «МТЛ-Арена»               | 2021/22         | Снялся с чемпионата из-за финансовых проблем      | Расформирован |
| Беркут            | Грозный                | СЦ «На Чехова»            | 2019/20         | Снялся с чемпионата из-за финансовых проблем      | Реорганизован выступал под названием «Голден Игл» в Высшей лиге (конференция «Запад»). На 2024 год не существует. |
| БЛиК              | Нефтеюганск            | ЦФКиС «Жемчужина Югры»    | 2018/19         | Снялся с чемпионата из-за финансовых проблем      | Расформирован |
| Политех           | Санкт-Петербург        | СК «Нова Арена»           | 2017/18         | Финансовые проблемы, лишён лицензии               | Расформирован |
| Прогресс          | Глазов                 | ЛДС «Прогресс»            | 2017/18         | Финансовые проблемы, лишён лицензии               | Расформирован |
| Автодор           | Смоленск               | ДС «Юбилейный»            | 2017/18         | Финансовые проблемы, лишён лицензии               | |
| Дина              | Москва                 | ДС «Квант», Троицк        | 2017/18         | Финансовые проблемы, лишён лицензии               | Выступает в Суперлиге Чемпионата Москвы по мини-футболу                                                           |
| Динамо            | Москва                 | ДС «Динамо» в Крылатском  | 2016/17         | Финансовые проблемы, перевёлся в Высшую лигу      | Расформирован |
| Мытищи            | Мытищи                 | СК «Строитель»            | 2014/15         |                                                   | |
| Спартак           | Москва                 | НП СФОК «Кунцево»         | 2014/15         | Финансовые проблемы, перевёлся в Высшую лигу      | Не существует |
| Ямал              | Новый Уренгой          | СК Делового центра «Ямал» | 2014/15         | Финансовые проблемы, перевёлся в Высшую лигу      | Восточная конференция Высшей лиги под названием «Факел-ЯНАО» (СШ им. К. Ерёменко)                                 |
| ЦСКА              | Москва                 |                           | 2011/12         | Снялся с чемпионата из-за финансовых проблем      | Первая лига (Москва)                                                                                              |
| Динамо-2          | Москва                 |                           | 2009/10         | Снялся в межсезонье                               | не существует |
| Динамо-Тималь     | Уфа                    |                           | 2008/09         | Снялся за день до начала чемпионата 2009-10       | Не существует |
| Липецк            | Липецк                 |                           | 2008/09         | Снялся в межсезонье, затем заявился в Высшую лигу | Не существует |
| Спартак-Щёлково   | Щёлково                |                           | 2008/09         | Перевёлся в Высшую лигу                           | Не существует |
| Динамо            | Санкт-Петербург        |                           | 2008/09         | Снялся во время сезона                            | Не существует |
| Спартак           | Москва                 |                           | 2008/09         | Снялся во время сезона                            | Не существует |
| Арбат             | Москва                 |                           | 2005/06         | Снялся в межсезонье                               | Не существует |
| Локомотив-УПИ-ДДТ | Екатеринбург Челябинск |                           | 2004/05         | Снялся в межсезонье                               | Не существует |
| Геолог            | Новый Уренгой          |                           | 2004-05         | Снялся в межсезонье                               | Не существует |
| Приволжанин       | Казань                 |                           | 2003-04         | Снялся в межсезонье                               | Не существует |

## Победители и призёры
| Сезон                          | Чемпион           | 2 место           | 3 место           | Лучший бомбардир          |
| Чемпионат СССР                 | Чемпионат СССР    | Чемпионат СССР    | Чемпионат СССР    | Чемпионат СССР            |
| ------------------------------ | ----------------- | ----------------- | ----------------- | ------------------------- |
| 1991                           | КСМ-24            | Металлург         | Агрос-Интекс      | Александр Верижников (18) |
| Чемпионат СНГ                  |                   |                   |                   |                           |
| 1992                           | Дина              | Спартак           | Строитель         | Константин Ерёменко (25)  |
| Чемпионат России (высшая лига) |                   |                   |                   |                           |
| 1992/93                        | Дина              | Дина-МАБ          | Феникс            | Константин Ерёменко (74)  |
| 1993/94                        | Дина              | Феникс            | КСМ-24            | Константин Ерёменко (91)  |
| 1994/95                        | Дина              | Минкас            | ВИЗ               | Константин Ерёменко (56)  |
| 1995/96                        | Дина              | КСМ-24            | ТТГ               | Константин Ерёменко (51)  |
| 1996/97                        | Дина              | ГКИ-Газпром       | ТТГ               | Константин Ерёменко (54)  |
| 1997/98                        | Дина              | ВИЗ-Синара        | ГКИ-Газпром       | Константин Ерёменко (55)  |
| 1998/99                        | Дина              | ВИЗ-Синара        | Минкас            | Константин Ерёменко (60)  |
| 1999/2000                      | Дина              | Спартак           | ГКИ-Газпром       | Жоржиньо (32)             |
| 2000/01                        | Спартак           | Норильский никель | ТТГ-Ява           | Андрей Шабанов (32)       |
| 2001/02 (+п/о)                 | Норильский никель | ГКИ-Газпром       | Спартак           | Сергей Иванов (53)        |
| 2002/03 (+п/о)                 | Динамо            | Норильский никель | ВИЗ-Синара        | Сергей Иванов (57)        |
| Чемпионат России (Суперлига)   |                   |                   |                   |                           |
| 2003/04                        | Динамо            | Дина              | ВИЗ-Синара        | Сергей Коридзе (57)       |
| 2004/05                        | Динамо            | Спартак-Щёлково   | ВИЗ-Синара        | Кака (49)                 |
| 2005/06                        | Динамо            | ВИЗ-Синара        | Спартак-Щёлково   | Сержао (42)               |
| 2006/07                        | Динамо            | ВИЗ-Синара        | ТТГ-Ява           | Вандер Кариока (54)       |
| 2007/08                        | Динамо            | ТТГ-Ява           | ВИЗ-Синара        | Эдер Лима (73)            |
| 2008/09                        | ВИЗ-Синара        | Динамо-Ямал       | ТТГ-Югра          | Эдер Лима (62)            |
| 2009/10                        | ВИЗ-Синара        | Тюмень            | Динамо-Ямал       | Сирило (26)               |
| 2010/11 (+п/о)                 | Динамо            | ВИЗ-Синара        | Сибиряк           | Эдер Лима (34)            |
| 2011/12 (+п/о)                 | Динамо            | Сибиряк           | Газпром-Югра      | Фернандиньо (33)          |
| 2012/13 (+п/о)                 | Динамо            | Газпром-Югра      | Тюмень            | Фернандиньо (30)          |
| 2013/14 (+п/о)                 | Дина              | Газпром-Югра      | Сибиряк           | Эдер Лима (46)            |
| 2014/15 (+п/о)                 | Газпром-Югра      | Динамо            | Сибиряк           | Фернандиньо (84)          |
| 2015/16 (+п/о)                 | Динамо            | Газпром-Югра      | Сибиряк           | Фернандиньо (55)          |
| 2016/17 (+п/о)                 | Динамо            | Дина              | Газпром-Югра      | Эскердинья (38)           |
| 2017/18 (+п/о)                 | Газпром-Югра      | Сибиряк           | Тюмень            | Руслан Кудзиев (48)       |
| 2018/19 (+п/о)                 | Тюмень            | КПРФ              | Динамо-Самара     | Руслан Кудзиев (50)       |
| 2019/20 (+п/о)                 | КПРФ              | Газпром-Югра      | Синара            | Валерий Дёмин (31)        |
| 2020/21 (+п/о)                 | Синара            | Тюмень            | Норильский никель | Сергей Абрамов (51)       |
| 2021/22 (+п/о)                 | Газпром-Югра      | КПРФ              | Норильский никель | Антон Соколов (38)        |
| 2022/23 (+п/о)                 | КПРФ              | Норильский никель | Синара            | Руслан Кудзиев (56)       |
| 2023/24 (+п/о)                 | Газпром-Югра      | Ухта              | Тюмень            | / Фелипе Парадински (77)  |
| 2024/25 (+п/о)                 | Ухта              | Газпром-Югра      | КПРФ              | Фелипе Парадински (48)    |

Всего чемпионств:
- Динамо — 11
- Дина — 10 (включая чемпионат СНГ)
- Газпром-Югра — 4
- Синара — 3
- КПРФ — 2
- Тюмень — 1
- Норильский никель — 1
- Спартак — 1
- КСМ-24 — 1 (чемпионат СССР)
- Ухта — 1